# Eidmanacris
Eidmanacris is een geslacht van rechtvleugeligen uit de familie krekels (Gryllidae). De wetenschappelijke naam van dit geslacht is voor het eerst geldig gepubliceerd in 1956 door Lucien Chopard.

## Soorten
Het geslacht Eidmanacris omvat de volgende soorten:
- Eidmanacris alboannulata Piza, 1960
- Eidmanacris bidentata Sperber, 1998
- Eidmanacris corumbatai García-Novo, 1998
- Eidmanacris dissimilis Desutter-Grandcolas, 1995
- Eidmanacris fusca Desutter-Grandcolas, 1995
- Eidmanacris larvaeformis Chopard, 1938
- Eidmanacris marmoratus Bruner, 1916
- Eidmanacris meridionalis Desutter-Grandcolas, 1995
- Eidmanacris multispinosa Desutter-Grandcolas, 1995
- Eidmanacris paramarmorata Desutter-Grandcolas, 1995
- Eidmanacris septentrionalis Desutter-Grandcolas, 1995
- Eidmanacris tridentata Desutter-Grandcolas, 1995